# Union et fraternité française
L'Union et fraternité française (UFF) constitua, de 1955 à 1958, le groupe parlementaire de l'Union de défense des commerçants et artisans (UDCA), le syndicat professionnel d’extrême droite de Pierre Poujade.

## Historique
Avec le mot d'ordre « Sortez les sortants », ce mouvement obtint 52 députés (2,4 millions de suffrages, 11,6 %) à l'Assemblée nationale en 1956. Comme les autres partis opposés au régime de la IVe République (Rassemblement du peuple français…), il fut pénalisé par la loi électorale qui favorisait les listes « apparentées », c'est-à-dire celles susceptibles de trouver des alliés et donc de former une majorité dans un parlement très divisé. 
Parmi eux se trouvait Jean-Marie Le Pen, qui était alors, à 27 ans, le deuxième plus jeune député de France après le communiste André Chène, et qui allait devenir la figure marquante de l'extrême droite française. S'y trouvait également Henri Dorgères, ancien leader paysan d'avant-guerre. Après l'élection, 11 députés UFF furent invalidés, à la suite de la contestation d'apparentement de listes, qui étaient toutes poujadistes. Il s'agissait d'apparentement avec les listes de Défense des intérêts agricoles et viticoles (DIAV) et d'Action civique de défense des consommateurs et des intérêts familiaux. Ces invalidations, sans doute contestables sur le fond, furent cependant tout à fait légalement décidées. La polémique qu'elles entrainèrent ne fut sans doute pas étrangères à la décision, après 1958, de confier le contentieux des élections législatives non plus aux députés eux-mêmes, mais au Conseil constitutionnel.
Le groupe UFF subit d'autres invalidations[Quand ?] et n’a plus que 30 députés à la fin de la législature. Trois députés devaient par la suite se démarquer de leur groupe : Jean-Maurice Demarquet, Jean Dides et Jean-Marie Le Pen, qui fut exclu de l'UFF en 1957. 
L'UFF a fait trois interventions fondamentales à l'Assemblée nationale :
- un projet de loi demandant la convocation d'États généraux en avril 1956 afin de redonner la parole au peuple, déclaré irrecevable par le bureau de l'Assemblée et par conséquent non soumis au vote des députés, le but étant d'ajouter au Parlement des États généraux à des fins de proposition et de consultation, c'est-à-dire ajouter une représentation sociologique à une représentation géographique afin d'éviter une surreprésentation d'une classe sociale au détriment d'une autre, ainsi que le risque que le Parlement soit majoritairement formé d'une élite sociale et intellectuelle et s'éloigne ainsi des préoccupations des citoyens ;
- un vote contre le gouvernement socialiste de Guy Mollet qui demandait, avec l'aide des Britanniques, l'expédition militaire en Égypte pour le canal de Suez, en 1956 ;
- un projet de loi demandant le lancement d'agrocarburant afin de réduire la dépendance de la France en pétrole et d'apporter des ressources directes et renouvelables à l'agriculture et à tout le monde rural, en mai 1958.

L'UFF prit position pour le maintien de l'Algérie française et fut hostile à l'Europe du traité de Rome, première base de l'Union européenne, ainsi qu'aux organismes internationaux en général, dans lesquels elle voit se dissoudre la souveraineté française.
La plupart des députés UFF furent battus aux élections législatives de 1958.